# Sean McVay
Pour les articles homonymes, voir McVay.
Sean McVay, né le 24 janvier 1986 à Dayton dans l'Ohio, est un entraîneur de football américain. 
Il est actuellement l'entraîneur principal de la franchise des Rams de Los Angeles dans la National Football League (NFL).
Nommé entraîneur principal des Rams de Los Angeles en 2017, il devient à l'âge de 30 ans le plus jeune entraîneur principal de l'histoire de la NFL.
Le 13 février 2022, il remporte le Super Bowl LVI avec les Rams, devenant le plus jeune entraîneur de l'histoire de la NFL à remporter un Super Bowl.

## Biographie

### Jeunesse
Sean McVay passe sa petite enfance à Dayton dans l'État d'Ohio. Le football américain est déjà une tradition dans sa famille. Son père, Tim McVay, a été joueur des Hoosiers de l'université de l'Indiana. Son grand-père, John McVay, a fait partie de la direction des 49ers de San Francisco pendant plus de 20 ans et a été entraîneur des Flyers de Dayton et des Giants de New York dans les années 1960 et 1970.
Sean poursuit la tradition familiale puisqu'il il joue, durant 4 années, comme quarterback et defensive back de son lycée à Brookhaven dans l'État de Géorgie. Il poursuit ses études au sein de l'Université Miami en Ohio, où il joue au poste de wide receiver entre 2004 et 2007.

### Carrière d'entraîneur

#### Débuts (2008-2009)
Sean fait commence dans la NFL en tant qu'assistant entraîneur des wide receivers chez les Buccaneers de Tampa Bay sous les ordres de l'entraîneur principal Jon Gruden. Après une saison, il rejoint la United Football League, une ligue mineure éphémère, où il occupe les postes d'entraîneur des wide receivers et de responsable du contrôle de la qualité au sein des Tuskers de la Floride.

#### Redskins de Washington (2010-2016)
En 2010, il devient assistant entraîneur des tight ends chez les Redskins de Washington, sous les ordres de Mike Shanahan  Dès la saison suivante, il devient l'entraîneur des tight ends.
En 2014, il promu au poste de coordinateur offensif, sous le nouvel entraîneur principal des Redskins, Jay Gruden, qu'il a déjà côtoyé lors de son passage chez les Tuskers de la Floride.

#### Rams de Los Angeles (depuis 2017)
En janvier 2017, Sean est nommé entraîneur principal des Rams de Los Angeles. Âgé de 30 ans, il devient le plus jeune entraîneur principal de l'histoire de la NFL.
Dès sa première saison avec les Rams (11-5 en saison régulière), il parvient à les qualifier pour leur première phase éliminatoire depuis la saison 2004. Sous sa direction, les Rams, qui était la franchise ayant inscrit le moins de points lors de la saison 2016, deviennent celle qui en inscrit le plus en 2017. Elle est la première franchise de l'ère du Super Bowl à réaliser cet exploit. McVay dirige son premier match de phase éliminatoire lors du tour de Wild card mais ne peut éviter la défaite 13 à 26 contre les Falcons d'Atlanta. La performance de son équipe lui permet d'être désigné meilleur entraîneur de la saison en NFL.
MacVay parvient à nouveau à qualifier les Rams pour la phase éliminatoire de la saison 2018 après un bilan positif de 13 victoires pour 3 défaites en saison régulière. Classés no 2 de la conférence NFC, ils battent successivement les Cowboys de Dallas 30 à 22 lors du tour de division et les Saints de La Nouvelle-Orléans 26 à 23 en finale de conférence. Il qualifie ainsi les Rams pour le Super Bowl LIII, leur premier depuis le Super Bowl XXXVI en 2002. Agé de 33 ans, McVay devient le plus jeune entraîneur principal de l'histoire de la NFL à accéder à un Super Bowl. Ce sont néanmoins les Patriots de la Nouvelle-Angleterre emmenés par leur quarterback Tom Brady qui remportent le match 13 à 3 soit le score le moins prolifique de l'histoire des Super Bowls.
Après une saison 2019 décevante (bilan de 9-7 en saison régulière sans qualification pour la série éliminatoire), McVay renoue avec le succès dès la saison suivante (10-6 en saison régulière). Après une victoire 30 à 20 en déplacement chez les Seahawks de Seattle en tour de Wild Card, McVay affronte, en déplacement lors du tour de division, les Packers de Green Bay classés no 1 de la NFC où officie Matt LaFleur, son ancien coordinateur offensif en 1997. Cette rencontre de phase éliminatoire est celle avec la moyenne d'âge la plus base des deux entraineurs principaux depuis plus de 50 ans. Les Rams perdent le match 18 à 32.
Avant le début de sa cinquième saison, la franchise acquiert le quarterback Matthew Stafford des Lions de Détroit. Les attentes sont fortes et pour encore renforcer l'équipe, le wide receiver Odell Beckham Jr. est également engagé vers la mi-saison en provenance des Bears de Chicago. Ils remportent la division NFC West avec un bilan en saison régulière de 12-5 et sont classés no 4 de leur conférence. McVay remporte ensuite successivement les matchs de tour de Wild Card (34 à 11 contre les Cardinals de l'Arizona), de tour de Division (30 à 27 contre les Buccaneers de Tampa Bay) et la finale de conférence NFC (20 à 17 contre les 49ers de San Francisco) et se qualifie pour son second Super Bowl en tant qu'entraîneur principal des Rams. Le 13 février 2022, il remporte 23 à 20 le Super Bowl LVI joué contre les Bengals de Cincinnati et devient le plus jeune entraîneur principal à atteindre et à gagner un Super Bowl,.

## L'effet Sean McVay
Le succès rencontré par Sean McVay avec les Rams a incité les franchises NFL à engager au poste d'entraîneur principal de plus en plus de jeunes entraîneurs à caractère offensif au détriment d'entraîneurs plus expérimentés prônant un jeu plus défensif ou conservateur.
Cette tendance a été surnommée l'effet Sean McVay :
- Matt LaFleur, ancien assistant offensif de McVay et son ainé de six ans, a été engagé comme entraîneur principal des Packers de Green Bay en 2019 ;
- Zac Taylor, ancien assistant offensif de McVay et son ainé de trois ans, a été engagé comme entraîneur principal des Bengals de Cincinnati en 2019 ;
- Kliff Kingsbury, ancien assistant offensif de McVay et son ainé de six ans, est devenu l'entraîneur principal des Cardinals de l'Arizona après avoir été remercié de son poste d'entraîneur principal des Red Raiders de Texas Tech[14] :
- Mike McDaniel, ancien assistant offensif de McVay chez les Redskins de Washington de 2011 à 2013 et son ainé de trois ans, est devenu l'entraineur principal des Dolphins de Miami en 2022 ;
- Kevin O'Connell, ancien assistant offensif de McVay et son ainé de huit mois, est devenu l'entraîneur principal des Vikings du Minnesota en 2022[15] ;
- Brandon Staley (en), coordinateur défensif de McVay en 2020 et son ainé de trois ans, a été engagé comme entraîneur principal des Chargers de Los Angeles avant le début de la saison 2021[16].

## Statistiques

### Joueur
| Année       | Équipe            | Statut      | MJ |     | Courses | Courses | Courses | Courses |       | Passes réceptionnées | Passes réceptionnées | Passes réceptionnées | Passes réceptionnées |
| Année       | Équipe            | Statut      | MJ | Nb. | Yards   | Moy.    | TD      | Nb.     | Yards | Moy.                 | TD                   |                      |                      |
| 2005        | Redhawks de Miami | Fr.         | 06 | 01  | 06      | 6,0     | 0       | 1       | 02    | 20,0                 | 0                    |                      |                      |
| 2006        | Redhawks de Miami | So.         | 12 | 20  | 198     | 9,9     | 0       | 5       | 04    | 00,8                 | 0                    |                      |                      |
| 2007        | Redhawks de Miami | Jr.         | 08 | 18  | 108     | 6,0     | 0       | 3       | 23    | 07,7                 | 0                    |                      |                      |
| Totaux NCAA | Totaux NCAA       | Totaux NCAA | 26 | 39  | 312     | 8,0     | 0       | 9       | 29    | 03,2                 | 0                    |                      |                      |

### Entraîneur
| Équipe              | Saison      |    | Saison régulière | Saison régulière | Saison régulière | Saison régulière | Saison régulière |   | Phase finale | Phase finale | Phase finale | Phase finale |
| Équipe              | Saison      | G  | P                | N                | % victoires      | Classement       | G                | P | % victoires  | Résultats |              |              |
| Rams de Los Angeles | 2017        | 11 | 5                | 0                | 68,8             | 1er NFC Ouest    | 0                | 1 | 0            | Défaite 13-26 contre les Falcons d'Atlanta en tour de Wild Card NFC |              |              |
| Rams de Los Angeles | 2018        | 13 | 3                | 0                | 81,3             | 1er NFC Ouest    | 2                | 1 | 66           | Victoire 30-22 contre les Cowboys de Dallas en tour de Division NFC Victoire 26-23 (ET) en finale de conférence NFC Défaite 3-13 contre les Patriots de la Nouvelle-Angleterre au Super Bowl LIII                                                                                               |              |              |
| Rams de Los Angeles | 2019        | 9  | 7                | 0                | 56,3             | 3e NFC Ouest     | —                | — | —            | — |              |              |
| Rams de Los Angeles | 2020        | 10 | 6                | 0                | 62,5             | 2e NFC Ouest     | 1                | 1 | 50           | Victoire 30-20 contre les Seahawks de Seattle en tour de Wild Card NFC Défaite 18-32 contre les Packers de Green Bay en tour de Division NFC |              |              |
| Rams de Los Angeles | 2021        | 12 | 5                | 0                | 70,6             | 1er NFC Ouest    | 4                | 0 | 100          | Victoire 34-11 contre les Cardinals de l'Arizona en tour de Wild Card NFC Victoire 30-27 contre les Buccaneers de Tampa Bay en tour de Division NFC Victoire 20-17 contre les 49ers San Francisco en finale de conférence NFC Victoire 23-20 contre les Bengals de Cincinnati au Super Bowl LVI |              |              |
| Rams de Los Angeles | 2022        | 5  | 12               | 0                | 29,4             | 3e NFC Ouest     | —                | — | —            | — |              |              |
| Rams de Los Angeles | 2023        | 10 | 7                | 0                | 58,8             | 2e NFC Ouest     | 0                | 1 | 0            | Défaite 23-24 contre les Lions de Détroit en tour de Wild Card NFC |              |              |
| Rams de Los Angeles | 2024        | 10 | 7                | 0                | 58,8             | 1er NFC Ouest    | 1                | 1 | 50           | Victoire 27-9 contre les Vikings du Minnesota en tour de Wild Card NFC Défaite 22-28 contre les Eagles de Philadelphie en tour de Division NFC |              |              |
| Totaux Rams         | Totaux Rams | 80 | 52               | 0                | 60,6             | -                | 8                | 5 | 61,5         | 4 titres de division, 2 titres de conférence, 1 Superbowl |              |              |

## Vie privée
McVay habite avec sa fiancée, Veronika Khomyn, une top modèle Ukrainienne qu'il a rencontrée alors qu'il était entraîneur chez les Redskins de Washington et qu'elle était étudiante à l'Université George-Mason ,,. Ils se sont fiancés le 22 juin 2019, lors de vacances à Cannes en France.
Chris Shula (en), entraîneur des linebackers chez les Rams, a été son colocataire.
Le grand père de McVay, John McVay (en), a également été entraîneur principal NFL chez les Giants de New York entre 1976 et 1978 avant de devenir cadre chez les 49ers de San Francisco entre 1980 et 1996.

## Palmarès
- Super Bowl :
  - Vainqueur du Super Bowl LVI (saison 2021) ;
  - Finaliste du Super Bowl LIII (saison 2018) ;

- Titres de champion de conférence NFC (2) : 2018 et 2021 ;

- Titre de champion de la Division NFC West (3) : 2017, 2018, 2021 et 2024 ;

- Entraîneur de l'année (AP NFL Coach of the Year) : 2017.

## Coaching tree
(dernière mise à jour en janvier 2025)
Sean McVay a travaillé sous les ordres de quatre entraîneurs principaux :
- Jon Gruden, Buccaneers de Tampa Bay (en 2008) ;
- Jim Haslett (en), Tuskers de la Floride (en 2009) ;
- Mike Shanahan, Redskins de Washington (en 2010, 2011, 2012 et 2013) ;
- Jay Gruden, Redskins de Washington (en 2014, 2015 et 2016).

Cinq entraîneurs assistants de McVay sont devenus entraîneurs principaux en NFL ou en NCAA :
- Matt LaFleur, Packers de Green Bay (depuis 2019) ;
- Zac Taylor, Bengals de Cincinnati (depuis 2019) ;
- Jedd Fisch (en), Wildcats de l'Arizona (2021-2023) et Commanders de Washington (depuis 2024);
- Brandon Staley (en), Chargers de Los Angeles (2021-2023) ;
- Kevin O'Connell, Vikings du Minnesota Vikings (depuis 2022);
- Raheem Morris, Falcons d'Atlanta Falcons (depuis 2024)
- Thomas Brown (en), Bears de Chicago (intérimaire depuis 2024).

Un cadre de McVay est devenu général manager en NFL :
- Brad Holmes, Lions de Détroit (depuis 2021)